# 시티오브캔터베리

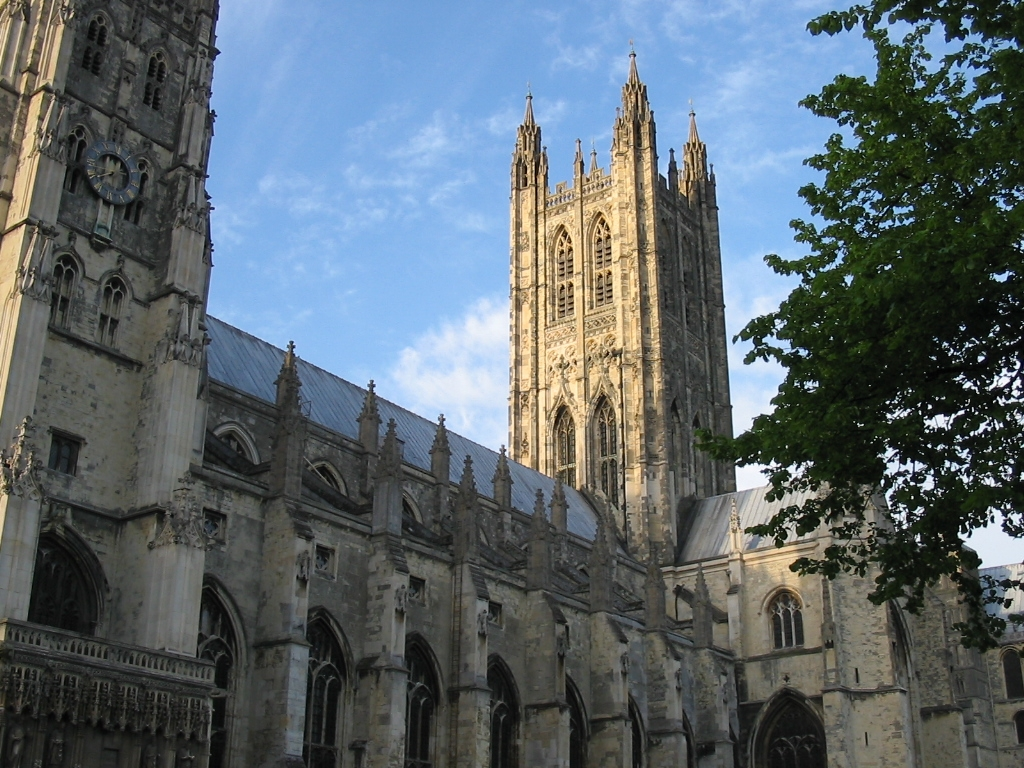
시티오브캔터베리에 위치한 캔터베리 대성당

시티오브캔터베리의 위치

시티오브캔터베리(영어: City of Canterbury)는 잉글랜드 켄트주의 도시로 중심 도시는 캔터베리이며 면적은 308.84km2, 인구는 150,600명(2011년 기준), 인구 밀도는 490명/km2이다.